# Giải bóng đá hạng Nhì quốc gia 2022
Giải bóng đá hạng Nhì Quốc gia 2022, tên chính thức là giải Bóng đá hạng Nhì quốc gia – Cúp ALPHA 2022 là mùa giải bóng đá lần thứ 24 của Giải bóng đá Hạng Nhì Quốc gia do VFF điều hành và quản lý giải đấu. Nhà tài trợ chính của giải là Công ty Cổ phần chứng khoán Alpha.

## Thông tin giải đấu
Ngày 25 tháng 3 năm 2022, Liên đoàn bóng đá Việt Nam ban hành dự thảo điều lệ Giải bóng đá Hạng nhì Quốc gia 2022. Sáng ngày 30/3, lễ bốc thăm xếp lịch thi đấu giải bóng đá hạng Nhì quốc gia 2022 đã diễn ra tại trụ sở Liên đoàn Bóng đá Việt Nam, quận Nam Từ Liêm, Hà Nội. Vòng loại sẽ diễn ra theo hai lượt; Lượt đi diễn ra từ ngày 18 tháng 4 đến ngày 9 tháng 5 năm 2022; lượt về diễn ra từ ngày 13 tháng 5 đến 3 tháng 6 năm 2022.

## Thay đổi điều lệ
Trong mùa giải này, có 14 Đội bóng chia làm hai bảng để thi đấu vòng loại. Các Đội bóng thi đấu theo thể thức vòng tròn hai lượt đi và về (sân nhà và sân đối phương) để tính điểm, xếp hạng ở mỗi bảng. Chọn hai Đội bóng có thứ hạng cao nhất ở mỗi bảng vào thi đấu Vòng chung kết. Ở vòng chung kết, Bốn đội bóng sẽ thi đấu 2 trận.
- Trận 1: 1A vs 2B
- Trận 2: 1B vs 2A

Hai đội thắng trận 1, 2 sẽ xếp đồng Hạng nhất giải bóng đá Hạng Nhì Quốc gia 2022, và sẽ trực tiếp giành quyền tham dự V.League 2 2023. Một đội có điểm, chỉ số phụ thấp nhất trong 2 bảng sẽ phải xuống hạng.

### Cách tính điểm, xếp hạng ở Vòng loại
Các tính điểm:
- Đội thắng: 3 điểm
- Đội hoà: 1 điểm
- Đội thua: 0 điểm

Tính tổng số điểm của các Đội đạt được để xếp thứ hạng. Nếu có từ hai Đội trở lên bằng điểm nhau, thứ hạng các Đội sẽ được xác định như sau: trước hết sẽ tính kết quả của các trận đấu giữa các Đội đó với nhau theo thứ tự:
- Tổng số điểm.
- Hiệu số của tổng số bàn thắng trừ tổng số bàn thua.
- Tổng số bàn thắng.
- Tổng số bàn thắng trên sân đối phương

Đội nào có chỉ số cao hơn sẽ xếp trên Trường hợp các chỉ số trên bằng nhau, Ban tổ chức sẽ tiếp tục xét các chỉ số của tất cả các trận đấu trong giải theo thứ tự:
- Hiệu số của tổng số bàn thắng trừ tổng số bàn thua.
- Tổng số bàn thắng.
- Tổng số bàn thắng trên sân đối phương.

Đội nào có chỉ số cao hơn sẽ xếp trên.
Nếu các chỉ số vẫn bằng nhau, Ban tổ chức sẽ tổ chức bốc thăm để xác định thứ hạng của các Đội trong bảng (trong trường hợp chỉ có hai Đội có các chỉ số trên bằng nhau và còn thi đấu trên sân thì sẽ tiếp tục thi đá luân lưu 11m để xác định Đội xếp trên). Trong trường hợp việc xác định thứ hạng của các Đội bằng điểm nhau có ý nghĩa quyết định đến vị trí xếp thứ nhất, nhì hoặc xuống hạng ở mỗi bảng, Ban tổ chức có thể tổ chức thêm trận đấu loại trực tiếp (Play off) giữa các Đội để xác định thứ hạng, thời gian và địa điểm tổ chức trận đấu do BTC giải quyết định.

### Vòng chung kết
Đội thắng trong 2 trận đấu ở vòng chung kết sẽ giành quyền tham dự V.League 2 2023.

#### Thể thức thi đấu vòng chung kết
Các trận đấu ở vòng chung kết thi đấu theo thể thức loại trực tiếp một trận, nếu sau thời gian thi đấu chính thức (90 phút) tỷ số hòa, hai đội sẽ thi đấu luân lưu 11m để xác định đội thắng (không có hiệp phụ).

## Thay đổi trước mùa giải
Ngày 21 tháng 8 năm 2021, VFF đã họp trực tuyến các đại diện của các CLB để xác định "số phận" của các giải đấu trong năm 2021 và cuối cùng đi đến kết quả là huỷ một số giải đấu trong năm, trong đó có Hạng nhì Quốc gia. Chính vì vậy mà số đội bóng dự Giải bóng đá Hạng Nhì Quốc Gia 2022 sẽ được giữ nguyên.

### Thể thức thi đấu
Giải đấu năm nay giữ nguyên thể thức thi đấu lượt đi lượt về nhưng sẽ thi đấu theo phương thức tập trung. Theo đó, Bảng A sẽ được tổ chức ở 1 địa điểm tại khu vực phía Bắc gồm: Sân vận động Thanh Trì, Trung tâm Đào tạo Bóng đá Trẻ PVF và Trung tâm Đào tạo bóng đá trẻ Việt Nam còn Bảng B sẽ được tổ chức tại khu vực Đông Nam Bộ gồm: Sân vận động Tây Ninh và Sân Trung tâm Huấn luyện và Thi đấu Thể dục Thể thao Tây Ninh

## Các đội bóng
14 câu lạc bộ chia làm 2 bảng theo khu vực địa lý như sau:
- Bảng A: Kon Tum, Lâm Đồng, Trẻ SHB Đà Nẵng, Trẻ Quảng Nam, Hải Nam Vĩnh Yên Vĩnh Phúc, Hòa Bình và PVF
- Bảng B: Bình Thuận, Đồng Nai, Gia Định, Trẻ Thành phố Hồ Chí Minh, Đồng Tháp, Tiền Giang, Vĩnh Long

## Khai mạc
Ngày 18/4/2022, BTC giải sẽ tổ chức Lễ khai mạc tại mỗi bảng như sau:
– Bảng A: Trước trận đấu giữa đội PVF gặp đội Trẻ SHB Đà Nẵng trên sân vận động PVF.
– Bảng B: Trước trận đấu giữa đội Đồng Nai gặp đội Bình Thuận trên sân vận động Tây Ninh

## Vòng loại

### Bảng xếp hạng

#### Bảng A
| VT | Đội                        | ST | T | H | B | BT | BB | HS  | Đ  | Giành quyền tham dự hoặc xuống hạng               |
| -- | -------------------------- | -- | - | - | - | -- | -- | --- | -- | ------------------------------------------------- |
| 1  | Hải Nam Vĩnh Yên Vĩnh Phúc | 12 | 7 | 3 | 2 | 10 | 5  | +5  | 24 | Giành quyền tham dự Vòng chung kết                |
| 2  | Hòa Bình                   | 12 | 6 | 5 | 1 | 24 | 7  | +17 | 23 | Giành quyền tham dự Vòng chung kết                |
| 3  | Lâm Đồng                   | 12 | 6 | 5 | 1 | 19 | 8  | +11 | 23 |                                                   |
| 4  | Trẻ Quảng Nam              | 12 | 5 | 2 | 5 | 20 | 17 | +3  | 17 |                                                   |
| 5  | Trẻ SHB Đà Nẵng            | 12 | 3 | 5 | 4 | 10 | 13 | −3  | 14 |                                                   |
| 6  | PVF                        | 12 | 1 | 4 | 7 | 8  | 19 | −11 | 7  |                                                   |
| 7  | Kon Tum                    | 12 | 0 | 4 | 8 | 2  | 24 | −22 | 4  | Xuống chơi tại Giải bóng đá Hạng Ba Quốc gia 2023 |

#### Bảng B
| VT | Đội                       | ST | T | H | B | BT | BB | HS  | Đ  | Giành quyền tham dự                |
| -- | ------------------------- | -- | - | - | - | -- | -- | --- | -- | ---------------------------------- |
| 1  | Đồng Nai                  | 12 | 8 | 1 | 3 | 19 | 6  | +13 | 25 | Giành quyền tham dự Vòng chung kết |
| 2  | Bình Thuận                | 12 | 7 | 2 | 3 | 16 | 10 | +6  | 23 | Giành quyền tham dự Vòng chung kết |
| 3  | Gia Định                  | 12 | 6 | 3 | 3 | 23 | 16 | +7  | 21 |                                    |
| 4  | Đồng Tháp                 | 12 | 4 | 4 | 4 | 10 | 10 | 0   | 16 |                                    |
| 5  | Tiền Giang                | 12 | 3 | 3 | 6 | 15 | 22 | −7  | 12 |                                    |
| 6  | Vĩnh Long                 | 12 | 3 | 2 | 7 | 9  | 17 | −8  | 11 |                                    |
| 7  | Trẻ Thành phố Hồ Chí Minh | 12 | 3 | 1 | 8 | 14 | 25 | −11 | 10 |                                    |

#### Xếp hạng các đội về cuối bảng
| VT | Bg | Đội                       | ST | T | H | B | BT | BB | HS  | Đ  | Xuống hạng                                        |
| -- | -- | ------------------------- | -- | - | - | - | -- | -- | --- | -- | ------------------------------------------------- |
| 1  | B  | Trẻ Thành phố Hồ Chí Minh | 12 | 3 | 1 | 8 | 14 | 25 | −11 | 10 |                                                   |
| 2  | A  | Kon Tum                   | 12 | 0 | 4 | 8 | 2  | 24 | −22 | 4  | Xuống chơi tại Giải bóng đá Hạng Ba Quốc gia 2023 |

### Tóm tắt kết quả

#### Bảng A
| Nhà \ Khách                | KTFC | LĐFC | PVF | TQNM | HVP | HBFC | TSĐN |
| -------------------------- | ---- | ---- | --- | ---- | --- | ---- | ---- |
| Kon Tum                    |      | 0–4  | 0–0 | 0–2  | 0–2 | 0–4  | 0–3  |
| Lâm Đồng                   | 1–1  |      | 1–1 | 2–2  | 0–1 | 0–0  | 2–1  |
| PVF                        | 1–1  | 0–1  |     | 1–0  | 1–2 | 0–4  | 1–2  |
| Trẻ Quảng Nam              | 2–0  | 0–4  | 4–2 |      | 0–1 | 2–2  | 3–0  |
| Hải Nam Vĩnh Yên Vĩnh Phúc | 1–0  | 0–1  | 1–0 | 0–2  |     | 0–0  | 1–1  |
| Hòa Bình                   | 4–0  | 2–2  | 2–0 | 3–2  | 0–1 |      | 0–0  |
| Trẻ SHB Đà Nẵng            | 0–0  | 0–1  | 1–1 | 2–1  | 0–0 | 0–3  |      |

#### Bảng B
| Nhà \ Khách               | BTFC | ĐTFC | ĐNFC | GĐFC | TGFC | THCM | VLFC |
| ------------------------- | ---- | ---- | ---- | ---- | ---- | ---- | ---- |
| Bình Thuận                |      | 1–0  | 2–0  | 1–1  | 2–0  | 2–0  | 1–1  |
| Đồng Tháp                 | 2–1  |      | 0–1  | 2–1  | 0–0  | 1–2  | 0–0  |
| Đồng Nai                  | 3–0  | 2–0  |      | 2–1  | 0–0  | 4–0  | 2–0  |
| Gia Định                  | 3–2  | 1–1  | 1–0  |      | 5–1  | 1–6  | 3–0  |
| Tiền Giang                | 0–1  | 1–3  | 0–2  | 1–1  |      | 4–1  | 4–2  |
| Trẻ Thành phố Hồ Chí Minh | 0–2  | 0–0  | 2–1  | 0–4  | 2–3  |      | 1–2  |
| Vĩnh Long                 | 0–1  | 0–1  | 0–2  | 0–1  | 3–1  | 1–0  |      |

## Vòng chung kết
| Hải Nam Vĩnh Yên Vĩnh Phúc | 2–2      | Bình Thuận |
| --- | -------- | --- |
| - Lê Thế Cường 5' - Phan Bá Quyền 9' - Lê Khánh Toàn 22' - Nguyễn Văn Vinh 29' - Nguyễn Văn Quang 61'                                   | Chi tiết | - Ngô Anh Vũ 21' 35' - Lê Đức Tài 30' - Phạm Đăng Tuấn 45' - Nguyễn Đình Lợi 55' - Nguyễn Thanh Hùng 77', 77' - Nguyễn Thanh Linh 85' - Nguyễn Lê Nhật Quang 90+3' |
| Loạt sút luân lưu |          | |
| - Nguyễn Mạnh Duy - Nguyễn Văn Tùng - Nguyễn Văn Quàng - Hồ Trọng Vang - Phan Bá Quyền - Nguyễn Bá Tiến - Phạm Thành Long - Lê Thế Mạnh | 7–8      | - Lê Đức Tài - Phạm Đăng Tuấn - Trần Minh Lợi - Nguyễn Đình Lợi - Trần Văn Vũ - Phạm Văn Quốc - Nguyễn Minh Quang - Nguyễn Thanh Hùng                              |

| Đồng Nai                                                       | 0–3      | Hòa Bình |
| -------------------------------------------------------------- | -------- | --- |
| - Đỗ Thành Đạt 53' - Cao Quốc Khánh 62' - Lương Quốc Thắng 79' | Chi tiết | - Lê Ngọc Trọng 10', 62' - Hoàng Tiến Dũng 39' - Nguyễn Văn Tùng 45+1' - Nguyễn Nam Trường 81' - Nguyễn Duy Thanh 85' |

Bình Thuận và Hòa Bình thăng hạng và sẽ tham gia V.League 2 mùa sau.

## Kỷ luật của VFF
Các quyết định nêu dưới có hiệu lực kể từ ngày ký. Tổ chức hoặc tập thể hoặc cá nhân bị kỷ luật có quyền khiếu nại lên Ban Giải quyết khiếu nại VFF theo quy định tại Quy định về kỷ luật của LĐBĐVN (sửa đổi, bổ sung năm 2021).

### Quyết định kỷ luật ông Nguyễn Minh Dũng, huấn luyện viên trưởng đội Bình Thuận
Ngày 22/4/2022, Ban kỷ luật LĐBĐVN đã ra quyết định số 186 về việc kỷ luật ông Nguyễn Minh Dũng, huấn luyện viên trưởng đội Bình Thuận, nội dung như sau:
Phạt 3.000.000đ (Ba triệu đồng) và đình chỉ làm nhiệm vụ 02 trận kế tiếp đối với ông Nguyễn Minh Dũng, huấn luyện viên trưởng đội Bình Thuận do có hành vi phản ứng với trọng tài trong trận đấu giữa hai đội Đồng Nai và Bình Thuận ngày 18/4/2022.

### Quyết định kỷ luật cầu thủ Nguyễn Đình Bắc của đội Trẻ Quảng Nam
Phạt 5.000.000đ (Năm triệu đồng) và đình chỉ thi đấu 03 trận kế tiếp đối với cầu thủ Nguyễn Đình Bắc (số 15) của đội trẻ Quảng Nam do có hành vi thiếu văn hóa với trọng tài trong trận đấu giữa hai đội Trẻ Đà Nẵng và Trẻ Quảng Nam ngày 23/5/2022.
Ban tổ chức giải bóng đá hạng Nhì quốc gia – Cúp Alpha 2022, cầu thủ Nguyễn Đình Bắc, đội Trẻ Quảng Nam, các đơn vị và cá nhân có liên quan chịu trách nhiệm thi hành Quyết định này./.

### Quyết định kỷ luật cầu thủ Ngô Anh Vũ của đội Bình Thuận
Ngày 10/6/2022, Ban kỷ luật LĐBĐVN đã ra quyết định số 250 về việc kỷ luật cầu thủ Ngô Anh Vũ đội Bình Thuận, nội dung như sau:
Phạt 25.000.000đ (Hai mươi lăm triệu đồng) và đình chỉ tham gia các hoạt động bóng đá do Liên đoàn Bóng đá Việt Nam quản lý, tổ chức 24 tháng đối với cầu thủ Ngô Anh Vũ (số 3) của đội Bình Thuận do có các hành vi vi phạm: Xâm phạm thân thể trọng tài trong các trường hợp đặc biệt nghiêm trọng và thiếu văn hóa với trọng tài trong trận đấu giữa hai đội Hải Nam Vĩnh Yên Vĩnh Phúc và Bình Thuận ngày 08/6/2022.